# Club de Deportes Santiago Wanderers
Maillots
Dernière mise à jour : 5 novembre 2024.
Le Club de Deportes Santiago Wanderers est un club de football chilien, basé à Valparaíso et connu pour être le club actif professionnel plus ancien du football chilien.

## Histoire
Selon les informations officielles du club, Santiago Wanderers a été fondé le 15 août 1892, au sein du « Barrio Puerto » à la ville de Valparaiso. Au présent, est l'institution de football chilien plus ancienne du pays, et un des plus anciens du continent latino-américain. 
Le nom « Santiago » a été adopté parce qu'à l'époque il y avait déjà une équipe de la ville, nommée « Valparaiso Wanderers », conformé en majorité par des immigrants anglais.  

### 1958: premier championnat
En 1958, le club remporte son premier titre de champion du Chili, face au Colo-Colo. 

### 1968: l'équipe de « Los Panzers» et le deuxième championnat
Pendant ces années, Santiago Wanderers est connu pour être une des équipes les plus compétitives du Chili. Pendant cette période émerge Elías Figueroa, un des plus importants joueurs de l'histoire chilienne, Juan Olivares, Vicente Cantatore, Rául Sánchez. 
Le club remporte le championnat de 1968 face à l'Audax Italiano.  

### 2001: Le troisième et dernier championnat
En 2001, le milieu de terrain Arturo Sanhueza et l'attaquant uruguayen Silvio Fernandez Dos Santos ont rejoint l'équipe. Le tournoi a débuté de la meilleure façon possible après avoir battu O'Higgins 5:0. Au quatrième rendez-vous, après avoir également battu Huachipato, l'équipe est devenue leader du championnat pour la première fois depuis 1976, terminant la première roue en troisième position. La deuxième roue a commencé par une victoire sur O'Higgins et une défaite contre Universidad Catolica. Le 20ème jour, seul un match nul a été obtenu contre les Rangers de Talca et il semblait que le championnat s'éloignait, mais le jour suivant, la victoire 4-1 sur la double championne de l'époque Universidad de Chile était la première de dix victoires consécutives. Lors de la dernière journée, il a affronté Audax Italiano en tête du championnat, avec 3 points d'avance sur l'Universidad Católica, devant un stade national de 50 000 spectateurs venus pour la plupart de Valparaiso, qui a gagné par 4 à 2 avec des buts Renato Garrido, Silvio Fernandez, Jaime Riveros et Joel Soto, sacrés champions du Chili après 33 ans. Les caturros ont été couronnés quelques heures avant leur match contre Audax Italiano, après que Colo-Colo lui ait donné un coup de main, après avoir battu précisément l'Université catholique par 4 à 1.

## Le "clasico Porteño"
Le rival traditionnel des Santiago Wanderers est Everton de Viña del Mar, contre qui le Clasico Porteño est en concurrence. Bien que les premiers affrontements entre les deux équipes remontent à 1910, lorsque cette dernière a rejoint la Fédération chilienne de football, le rival de Wanderers était à l'époque La Cruz Football Club, un club représentant la colline du même nom à Valparaiso. La rivalité avec Everton a commencé dans la seconde moitié des années 1930 et s'est intensifiée avec le transfert d'Everton à Viña del Mar, séparée à seulement 9 kilomètres de Valparaiso. Bien que lors de l'amateur Wanderers dominé une grande partie des affrontements entre les deux, le club n'a pas été en mesure de traduire cette différence dans l'ère professionnelle, menant actuellement un désavantage dans l'équilibre historique des affrontements. La dernière fois que Wanderers a eu un avantage dans l'histoire des affrontements de première division, c'était en 1970. La première rencontre dans le football professionnel a eu lieu le 9 Juillet 1944 avec Everton gagnant par 2 buts à 0. Au cours des décennies suivantes, la parité entre les deux équipes est quasi absolue : 65 matches en première division entre 1944 et 1972, 23 victoires pour les Wanderers et 24 pour Everton. Cette tendance a commencé à se renverser au cours des années 1970, où Everton a connu une série de sept victoires consécutives, ce qui lui a valu un avantage dans le bilan historique qu'elle maintient à ce jour.
Au total pour la série d'honneur ont fait face à 99 fois. Wanderers a gagné en 32 et Everton en 38, terminant les 29 autres matchs à égalité. Pour les matches officiels de professionnalisme (Copa Chile et championnats d'ouverture), ils ont joué 152 fois avec 48 victoires pour Wanderers et 62 pour Everton.
Bien qu'ils ne soient pas en avance dans l'histoire des matches, le Wanderers a battu Everton 7:0 le 2 octobre 1949.
Si l'on compte tous les matches officiels, locaux et nationaux, Everton et Wanderers ont joué 165 fois avec 57 victoires pour Wanderers, 43 nuls et 65 victoires pour Everton.

## Palmarès
- Championnat du Chili
  - Champion : 1958, 1968, 2001

- Coupe du Chili
  - Vainqueur : 1959, 1961, 2017

## Anciens joueurs
- Elías Figueroa
- Juan Carlos Letelier
- Óscar Opazo
- David Pizarro
- Raúl Toro
- Marcelo Vega